# Daniel y Ana
Daniel & Ana es una película mexicana dramática del año 2009, dirigida por Michel Franco. Está protagonizada por Darío Yazbek Bernal y Marimar Vega.
Basada en hechos reales, narra la historia de dos jóvenes hermanos de clase alta en la Ciudad de México (Daniel y Ana Torres), con una vida normal. Viven aún en casa de los padres, teniendo cada uno sus respectivos novios y estando Ana a punto de casarse. Pero de repente su vida cambia radicalmente cuando los dos hermanos son secuestrados fugazmente y obligados a actuar en una película pornográfica o de lo contrario los amenazan con matarlos a ellos y al resto de su familia. Tras la filmación, los dejan en libertad. Su vida continúa de manera dramática al perder toda clase de contacto y la amistad que existía entre ellos. El secreto de lo sucedido ni su familia ni sus amigos lo saben, hasta que la próxima boda de Ana destapa una serie de nuevos sucesos inesperados.

## Protagonistas
- Darío Yazbek Bernal como Daniel Torres.
- Marimar Vega como Ana Torres.
- José María Torre como Rafa
- Monserrat Ontiveros como Galia
- Luis Miguel Lombana como Fernando
- Hector Kotsifakis como Secuestrador 1
- Armando Hernández como Secuestrador 2
- Gabriel de Cervantes como Secuestrador 3
- Cristóbal Maryán como Alan
- Jéssica Castelán como Mariana
- Verónica Langer como Psicóloga
- Irma Berlanga como Recepcionista
- Naty Lomas como Encargada en Salón de Fiestas
- José de Jesús Aguilar como Sacerdote
- Diana Resendiz como Maru
- Martha Papadimitriou como Amiga de la Familia
- Hanz Prutz como Amigo de la Familia
- Rocco Solari como Jorge
- Juan Carlos Quintana como Luis
- José Montoya como Mesero
- Omar Muñeco como Empleado Tienda de Navajas
- Gonzalo Vega como Señor Boda